# قره‌بنیاد
قره بنیاد یک روستا در شهرستان شازند استان مرکزی ایران است. قره بنیاد ۷۶۱ نفر جمعیت دارد.

## مردم
مردم این روستا لرتبار می باشند که به زبان لری سخن می گویند